# Дом-музей Наримана Нариманова (Баку)
Дом-музей Наримана Нариманова (азерб. Nəriman Nərimanovun ev-muzeyi) — учреждение культуры Баку, мемориальный музей, посвящённый азербайджанскому писателю, врачу, председателю СНК Азербайджанской ССР Нариману Нариманову. Расположен в доме, где Нариманов жил с 1913 по 1918 год, современный адрес — улица Истиглалият, 35. Открытие музея состоялось в 1977 году. В музее выставлены личные вещи Наримана Нариманова, документы и фотографии, портреты и пр.

## История создания
Мемориальный музей был открыт 6 ноября 1977 года. Красную ленту перерезал первый секретарь ЦК Компартии Азербайджанской ССР Гейдар Алиев. Помощниками и советчиками музея в освещении деятельности Нариманова стали племянница Нариманова Ильтифат ханум, писатель и первый заместитель министра культуры республики Теймур Эльчин, первый наримановед Вели Мамедов и кандидат исторических наук Марлен Багиров.
Ильтифат ханум, которой Нариманов с раннего детства заменял отца, подарила музею сохранённые личные вещи Нариманова, документы, фотографии, книги, газетные и журнальные вырезки, относящиеся к биографии Нариманова. Вели Мамедов из своего личного архива предоставил материалы о Нариманове, которые были найдены им с большим трудом.
После провозглашения независимости Азербайджана музейный фонд обогатился архивными документами о Нариманове, которые ранее были недоступны. Число единиц хранения в музее выросло с 400 до 5200. Коллекцию музея пополнили такие экспонаты, как янтарные чётки и каракулевая папаха Нариманова, старинные настольные часы, а также книги Г. Гасанова, Ф. Ахмедовой, Г. Адыгюзеля и других современных исследователей жизни и творчества Нариманова.

## Описание

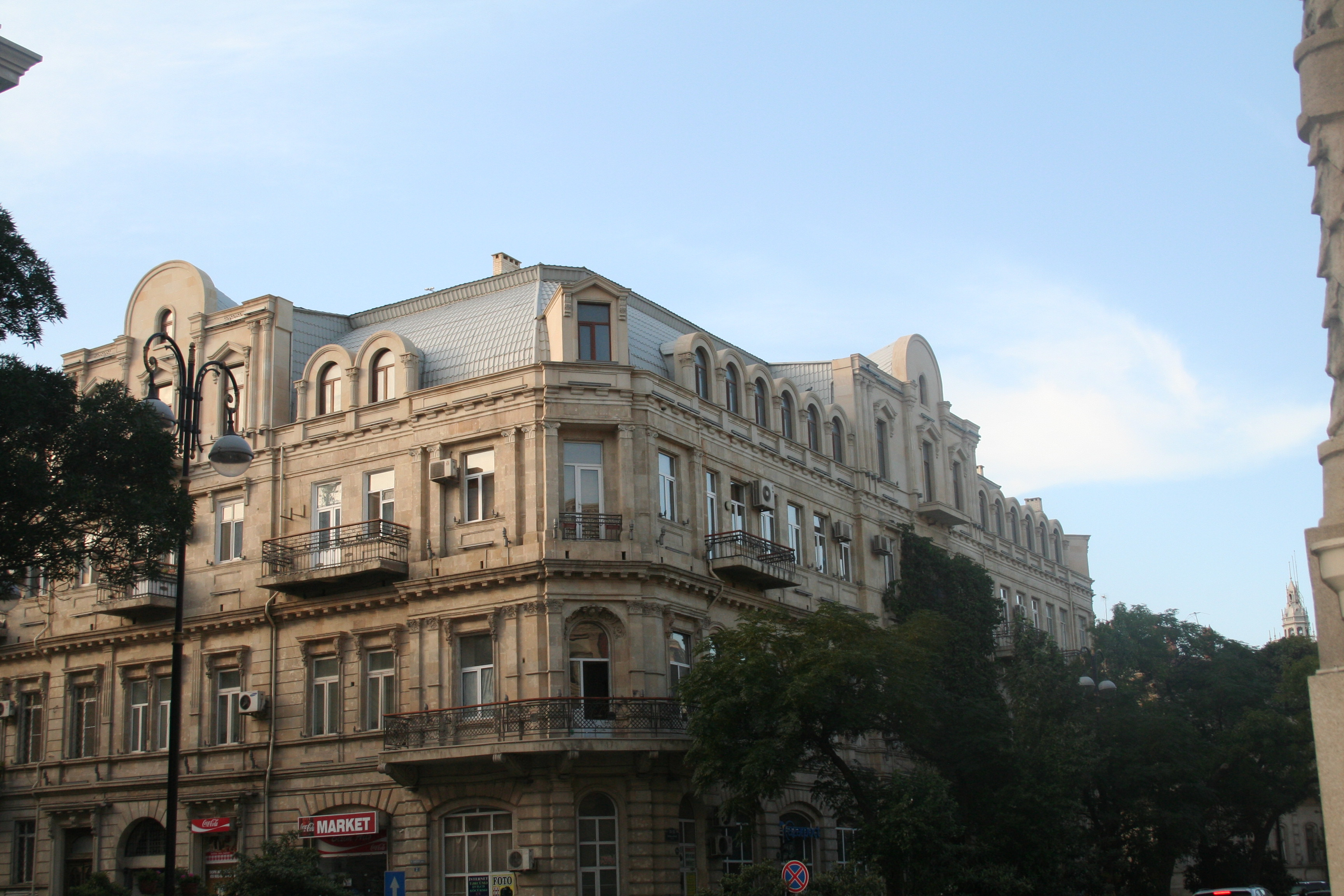
Здание, в котором расположен музей

Музей расположен в здании, которое когда-то принадлежало предпринимателю Бабаеву и было построено в 1900 году по проекту архитектора М. М. Исмайлова. Изначально дом был двухэтажным, а позднее был достроен и третий этаж. Нариманов жил здесь со своей семьей с 1913 по 1918 год.
Квартира Нариманова расположена на втором этаже дома. Она имеет с парадной две двери: одна ведёт в холл, а друга в рабочий докторский кабинет Нариманова, на которой написано «Докторъ Н. Наримановъ». Состоит квартира из четырёх комнат: гостевой, спальни, докторского кабинета и столовой, в которой экспонируются документы и фотографии, отражающие общественно-политическую деятельность Нариманова.

### Столовая
В столовой экспонируются свидетельства о рождении Нариманова, об окончании им Горийской семинарии, материалы, повествующие о преподавательской деятельности Нариманова в селе Кызыл-Аджали Борчалинского уезда Тифлисской губернии. Наряду с этим в комнате выставлены фотографии Нариманова и его семьи. Здесь также экспонируется книга «Самоучитель русского языка» за авторством Нариманова. В этой комнате также экспонируется макет дома в Тифлисе, в котором родился Нариманов. Располагавшийся в махалля «Шейтанбазар», в котором жили азербайджанцы, этот дом до наших дней не сохранился. Он был разрушен в 2013 году. В этой комнате также выставлен портрет Нариманова работы Октая Садыгзаде, изображающий Нариманова с орденом Святого Станислава III степени.

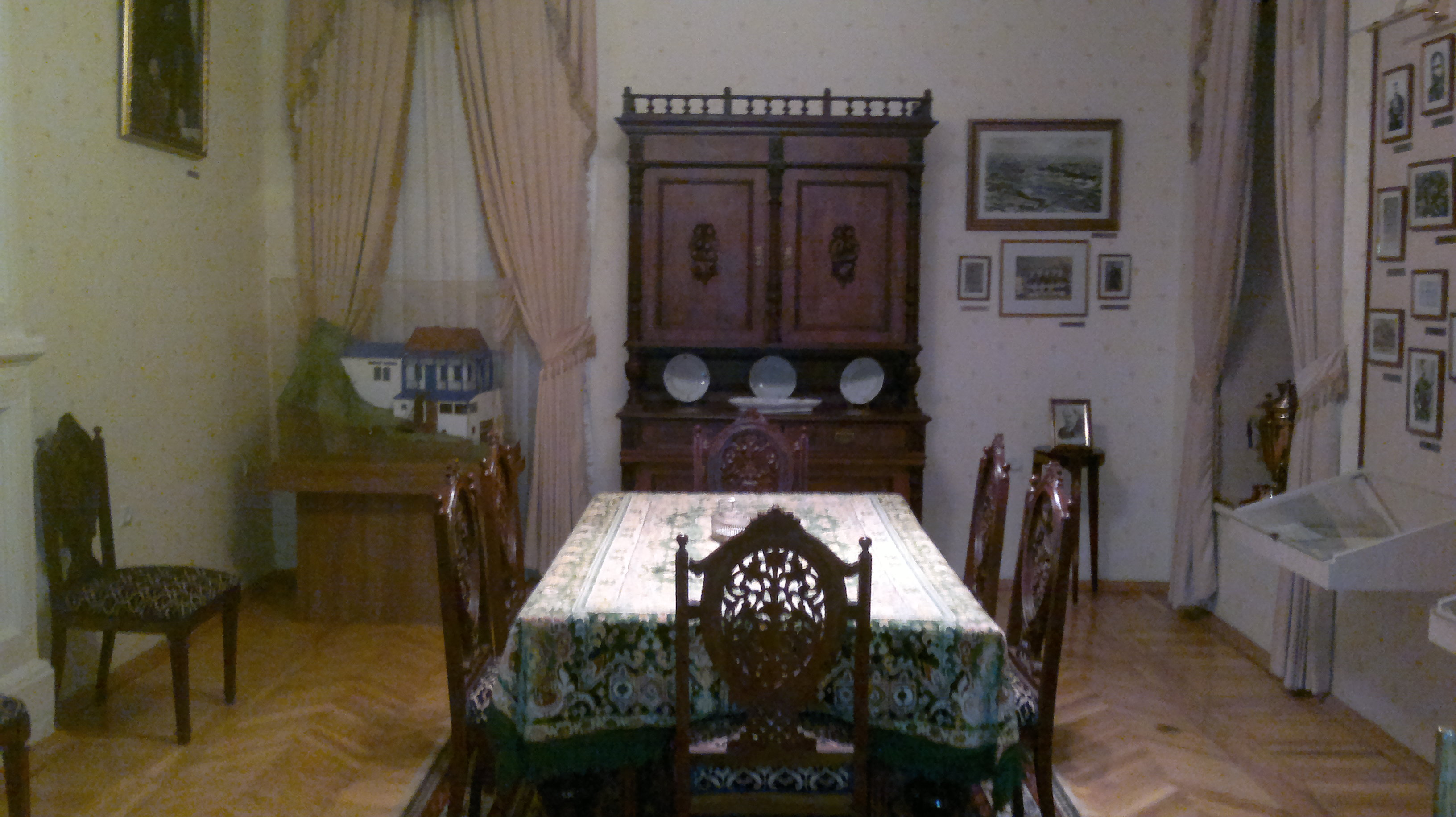
Столовая
Макет дома в Тифлисе, в котором родился Нариманов. Автор — Агамирза Мирзаев
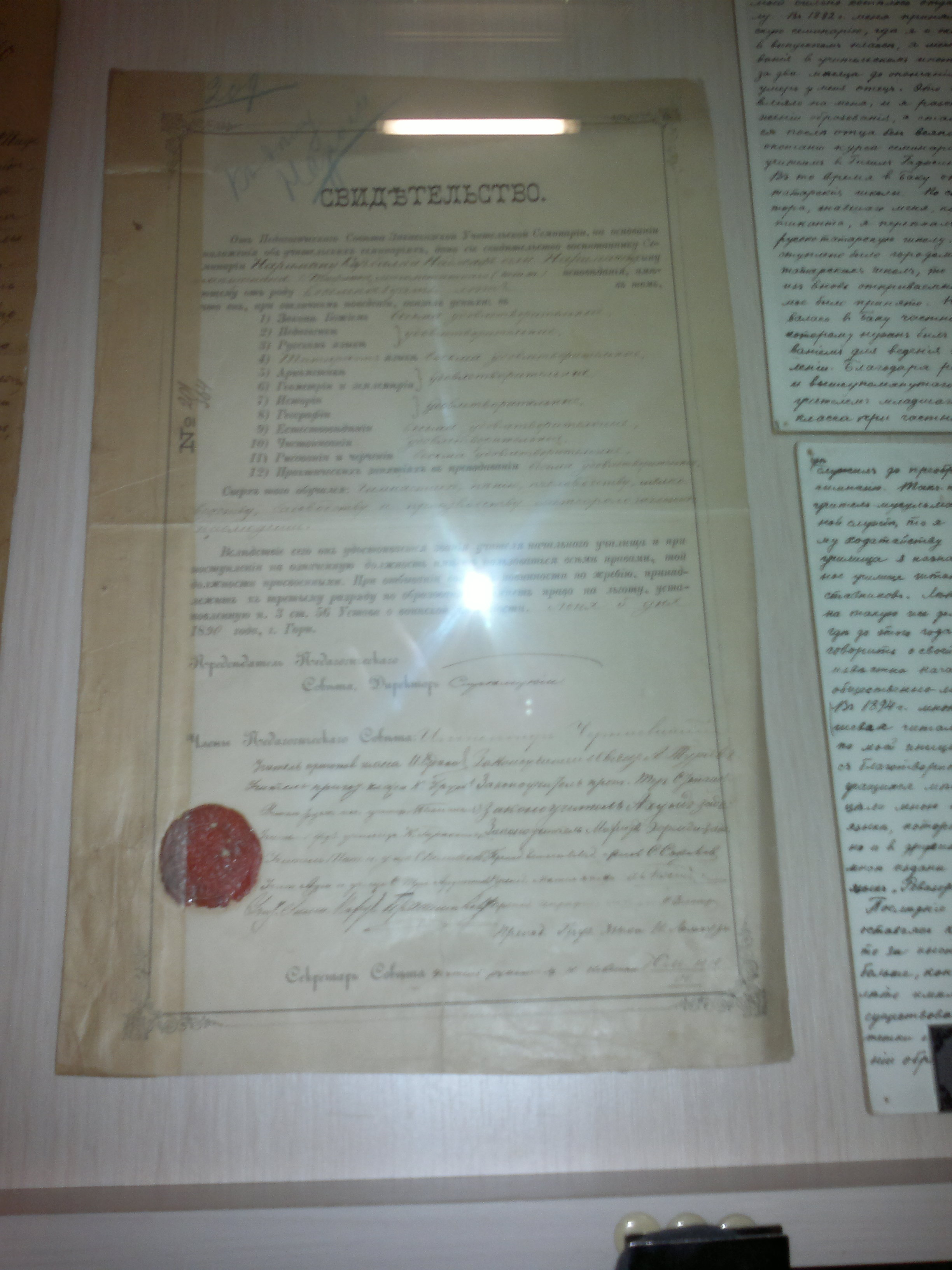
Свидетельство об окончании Закавказской учительской семинарии в Гори

### Гостиная
В гостиной Нариманова часто собирались видные представители интеллигенции того периода. В этой комнате состоялась и свадьба Нариманова с Гюльсум-ханум Мир-Кязим кызы. Фотографии на стенах изображали Нариманова в мечетях, на собраниях и встречах с народом. В комнате выставлены и личные вещи, относящиеся к семье Нариманова и лично ему. Среди принадлежавших Нариманову вещей в этой комнате экспонируется каракулевая папаха Нариманова, в которой его можно видеть на многих фотографиях. Стол, находящийся в комнате располагался некогда в кабинете Нариманова в Военном Революционном Комитете.

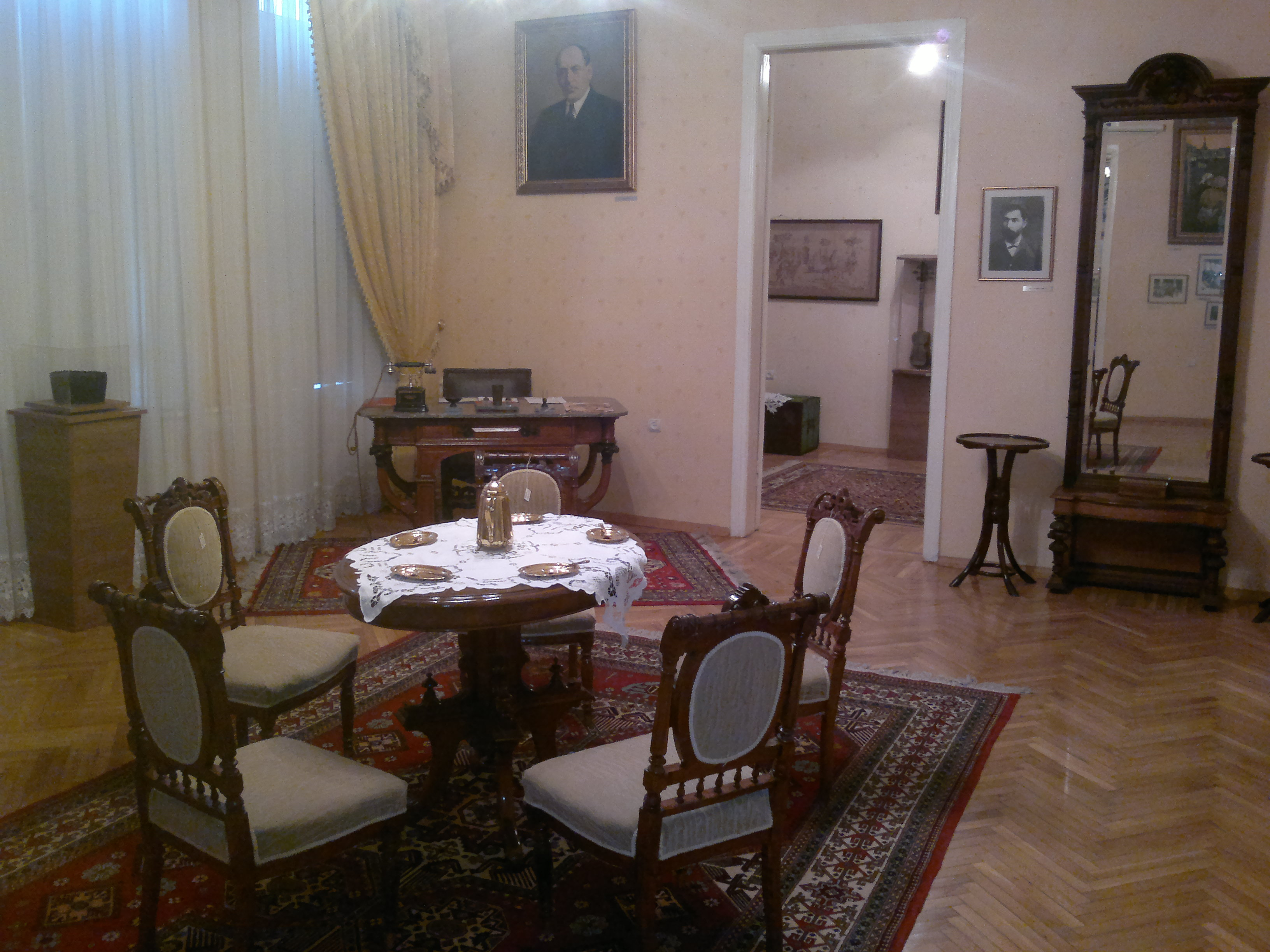
Гостиная
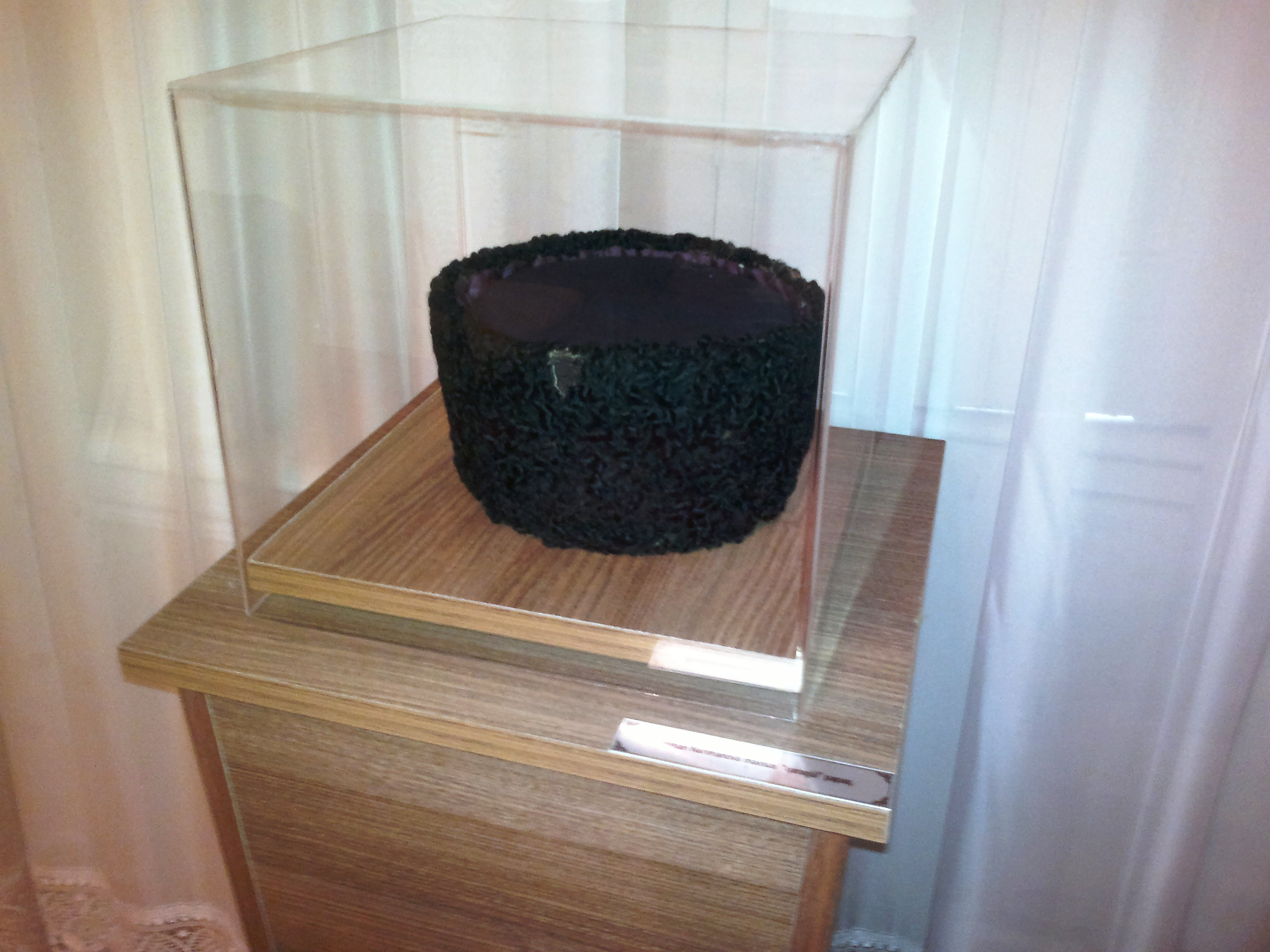
Каракулевая папаха Нариманова
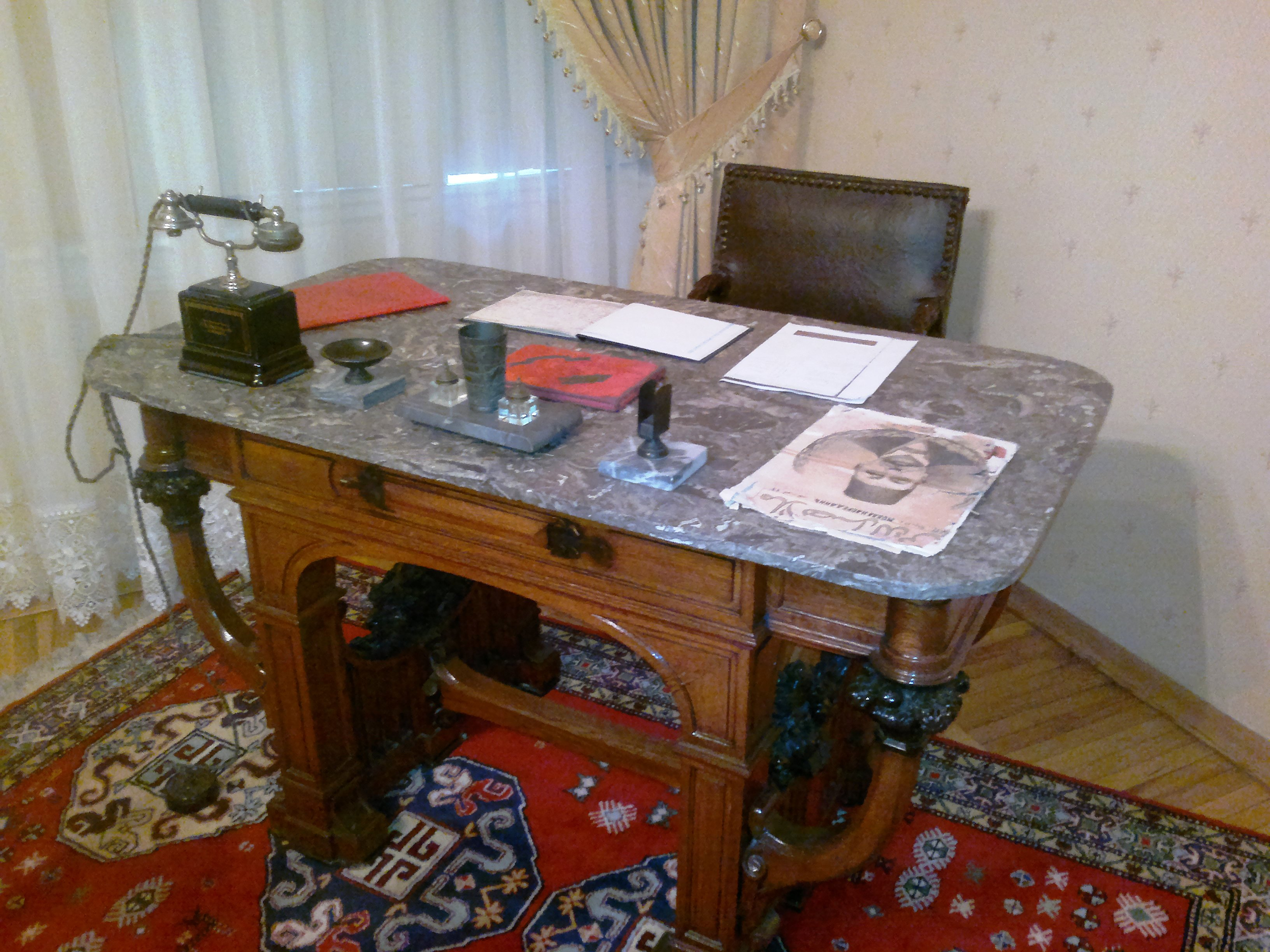
Рабочий стол

### Спальня
В спальне Наримановы выставлены фотографии Нариманова вместе с сыном Наджафом, который погиб в бою во время обороны Волновахи в годы Великой Отечественной войны. Также в этой комнате экспонируется тар, принадлежавший Нариманову, который любил играть на нём.

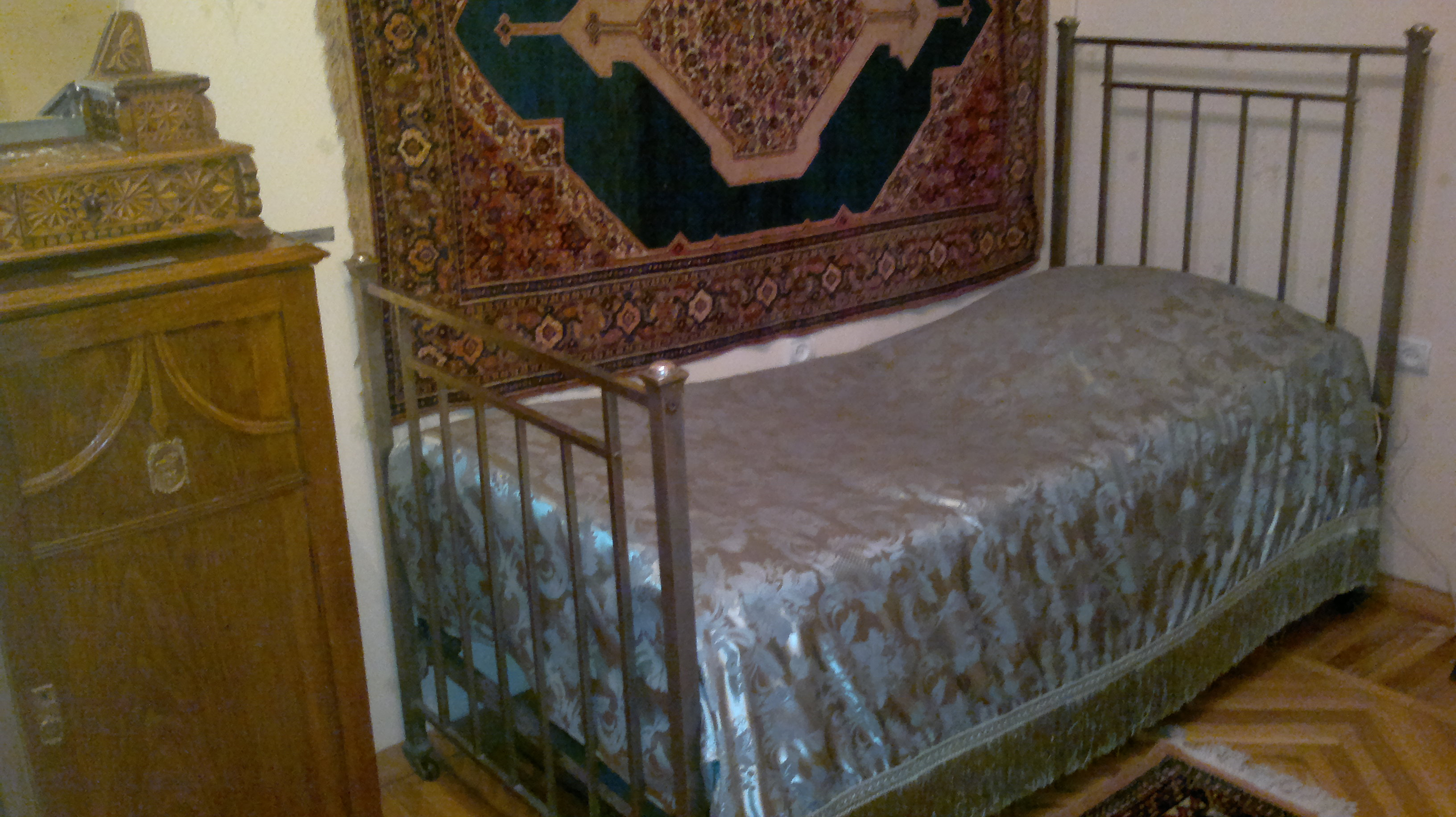
Кровать
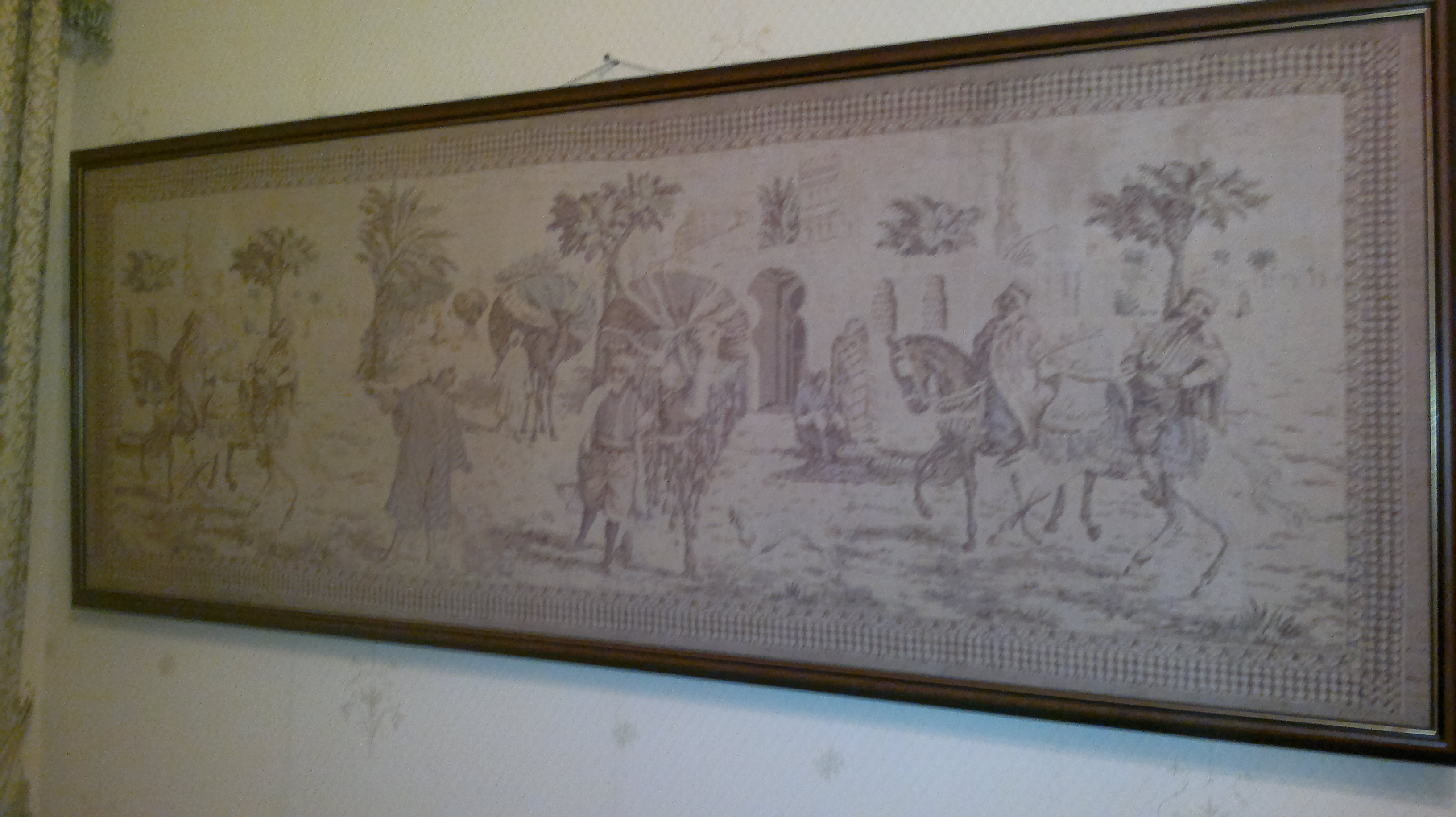
Гобелен (из приданого жены)
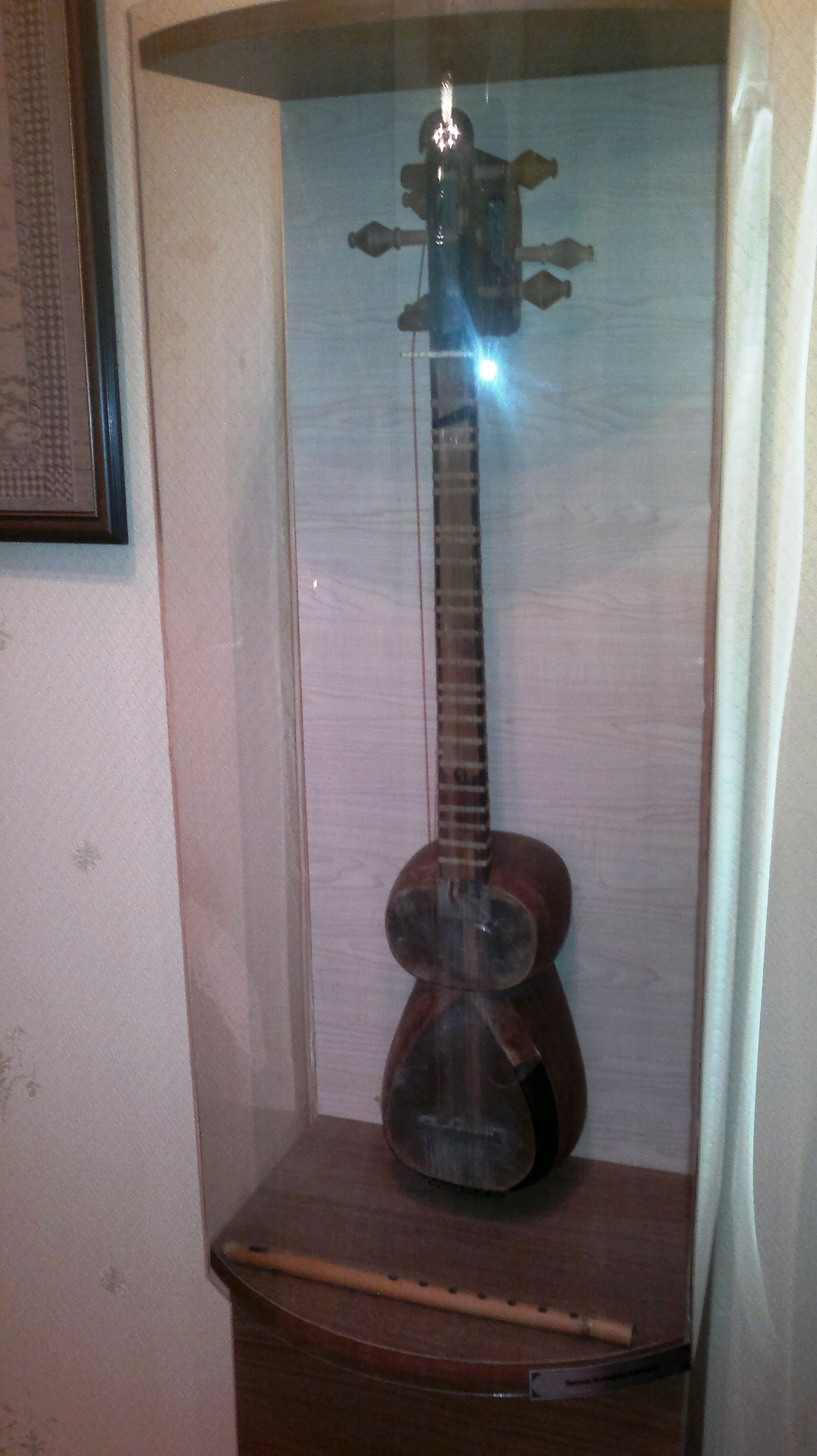
Тар Нариманова

### Докторский кабинет
Четвёртая комната являлась рабочим кабинетом Нариманова. Все предметы и медицинские принадлежности, которые находятся в комнате, принадлежали самому Нариманову. Нариманов принимал больных как в лечебнице в Чёрном городе (ныне в том здании функционирует Азербайджанский музей медицины), так и в этой комнате. В этой комнате выставлены также произведения Нариманова по медицине. На стене, за рабочим столом в комнате висит диплом Нариманова, свидетельствующий об окончании Новороссийского университета.

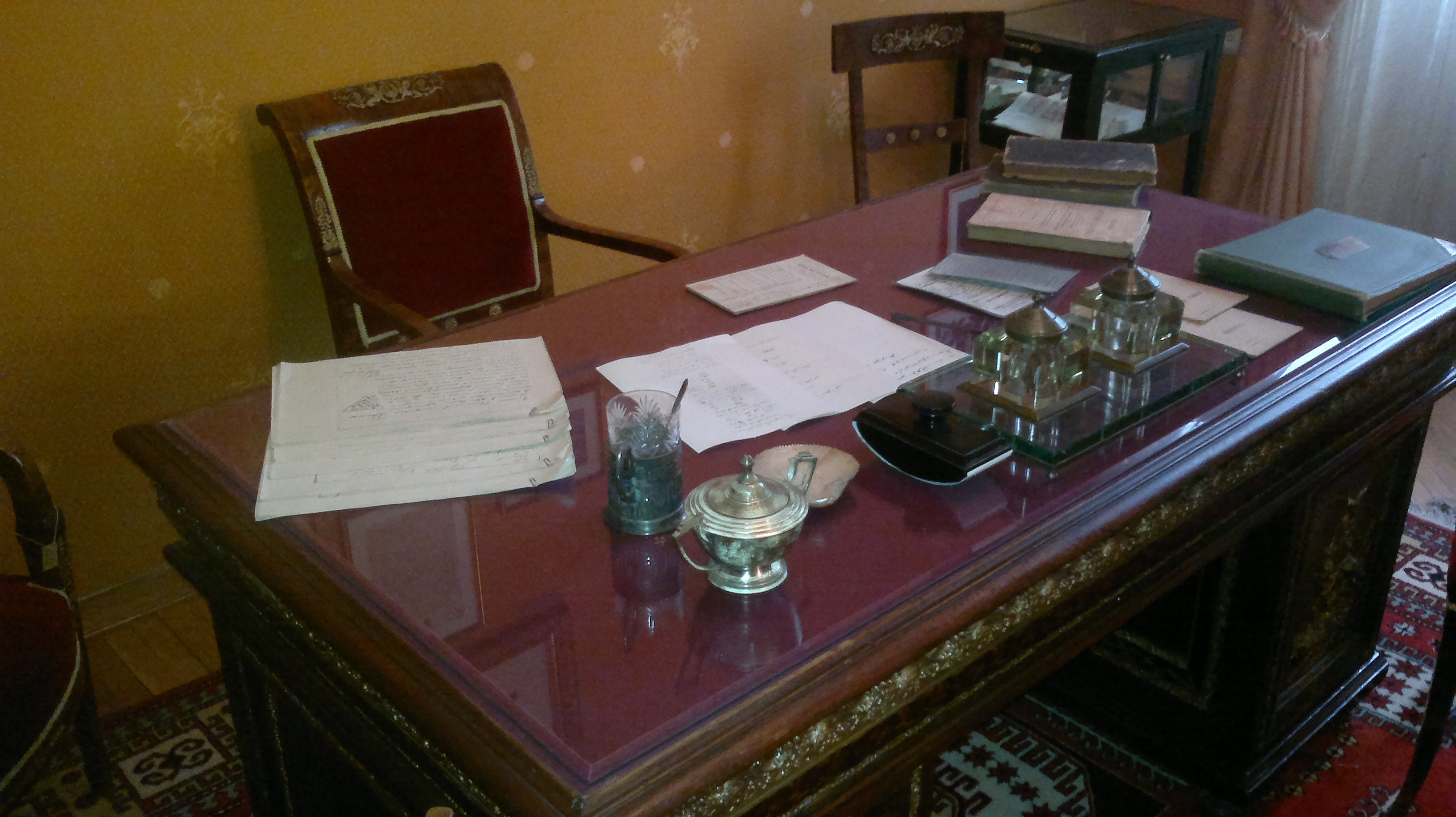
Рабочий стол
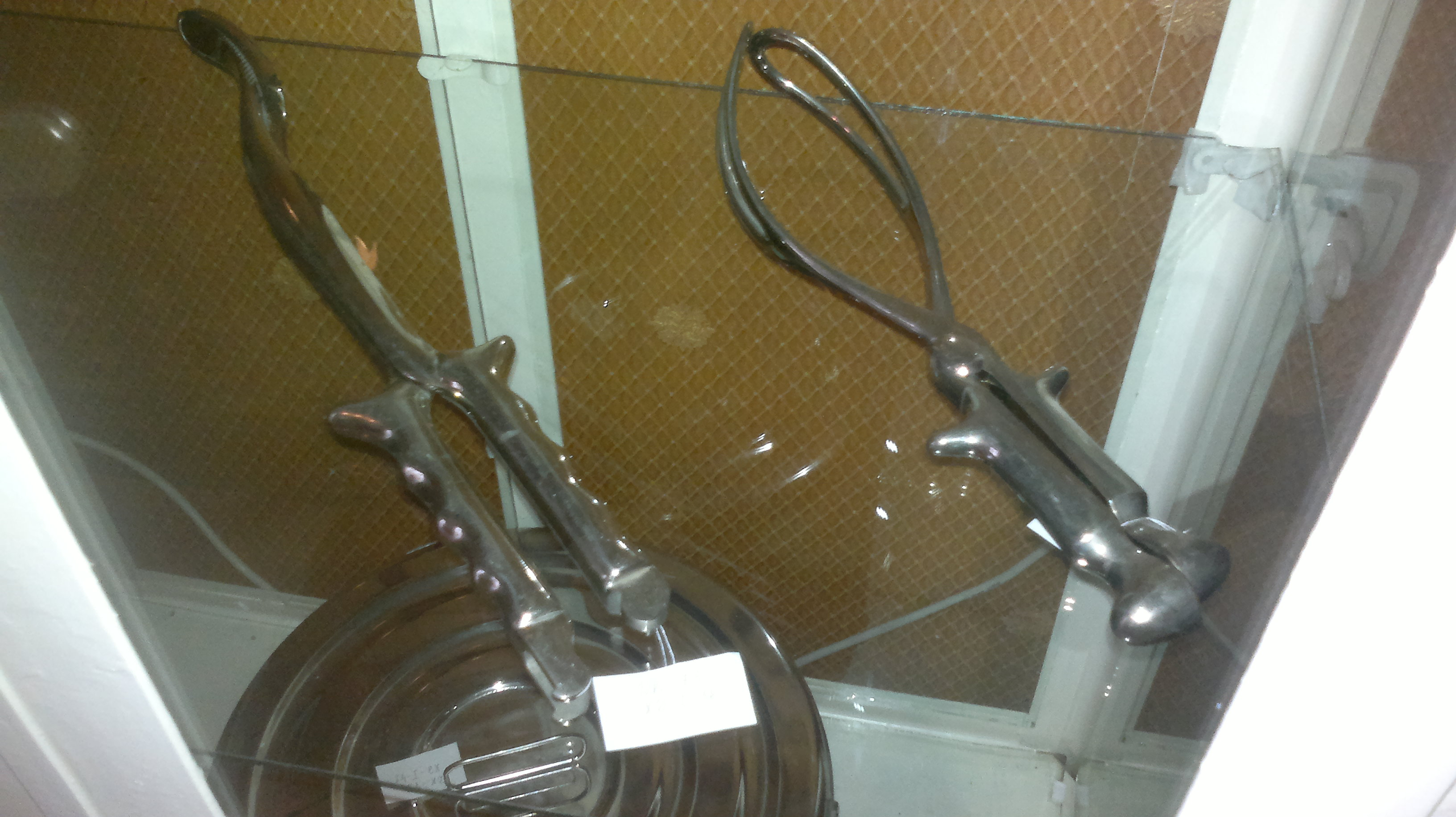
Медицинские инструменты Нариманова
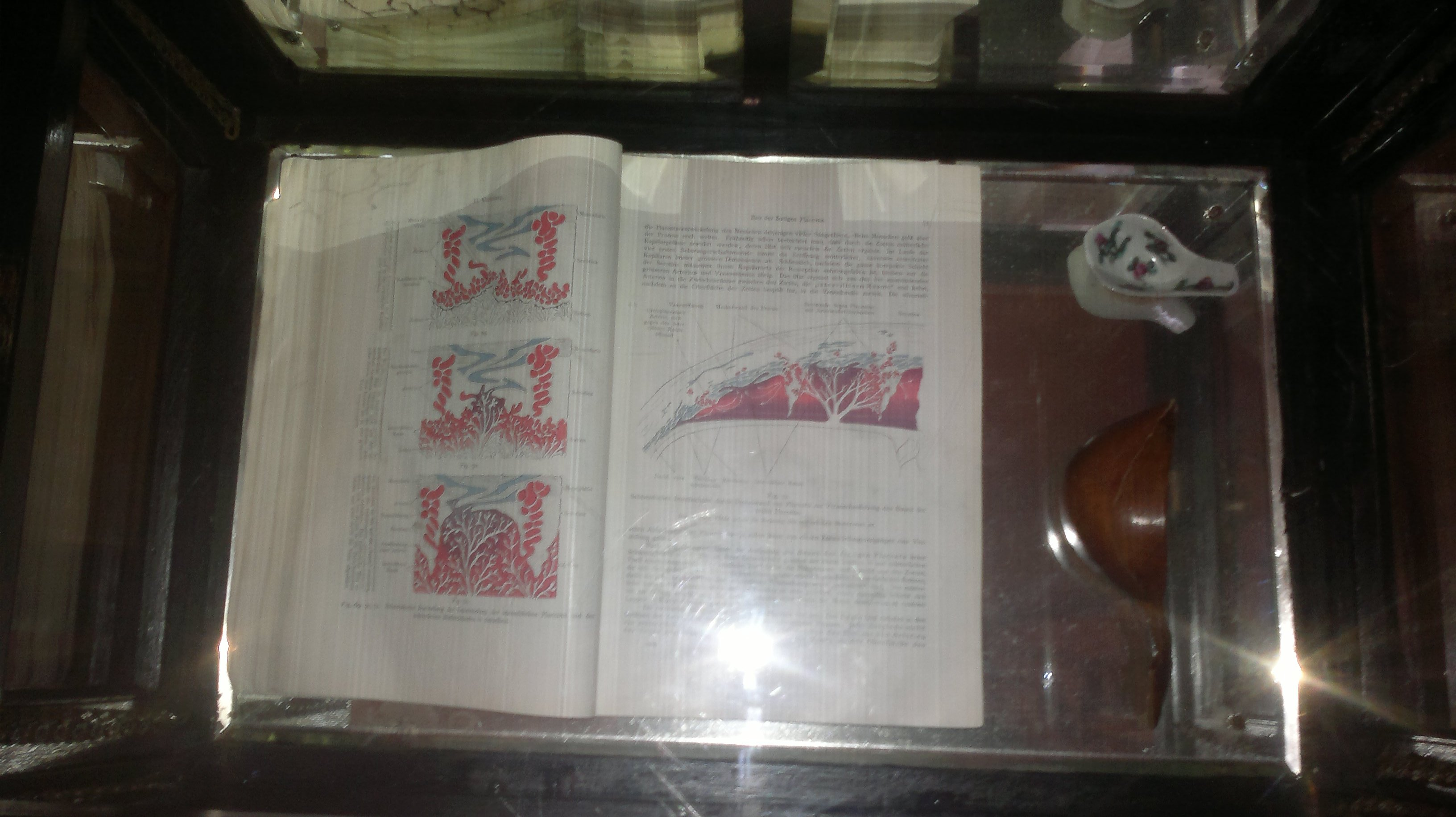
Книга по медицине Нариманова
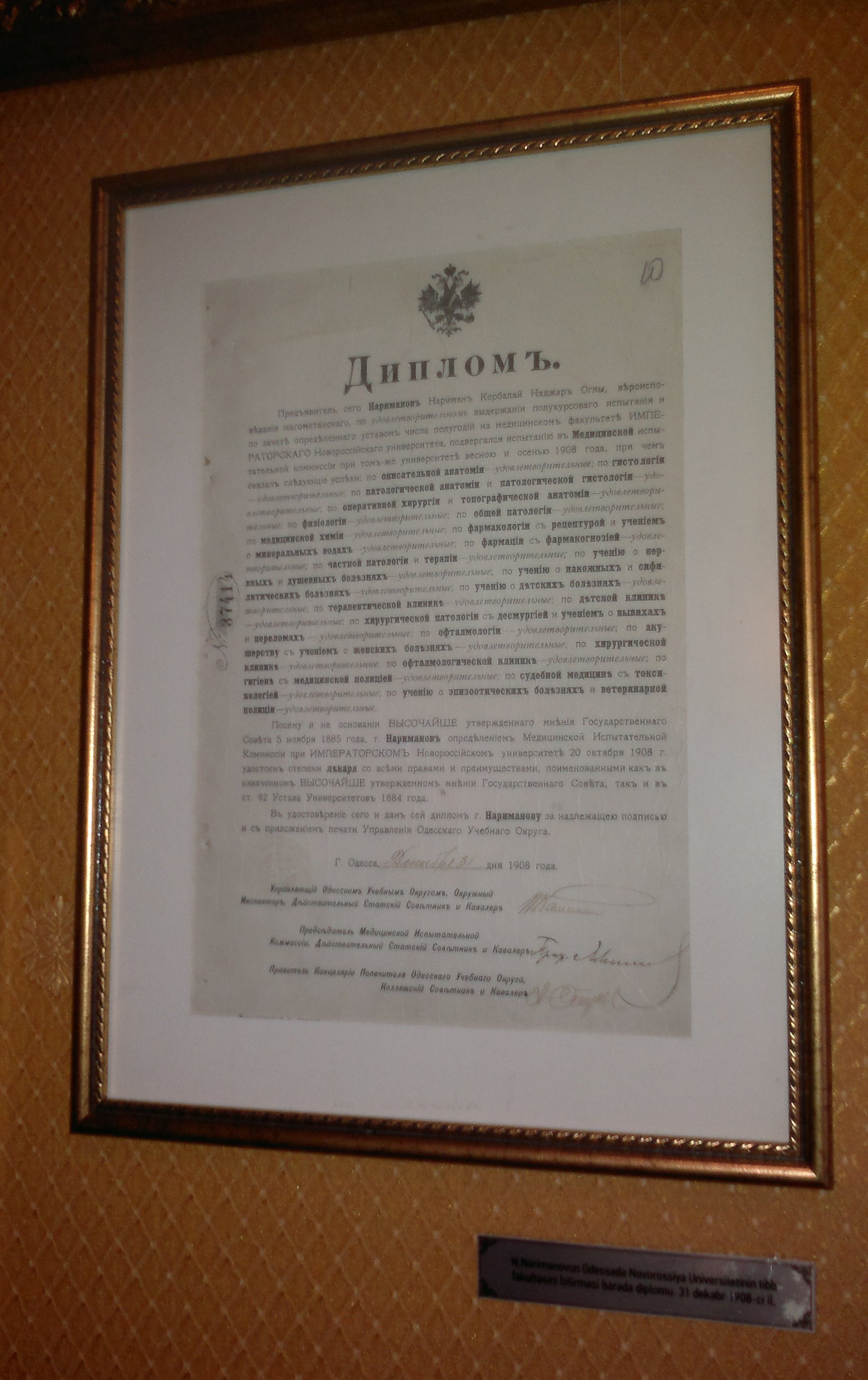
Диплом об окончании Новороссийского университета

## Деятельность музея
Во многих местах демонстрировались передвижные фото-документальные выставки и документальные фильмы музея. Так, например, в октябре 2010 года передвижная выставка Дома-музея Наримана Нариманова прошла в Доме культуры имени Ашуга Рзы в Гобустане. Музей поддерживает тесные связи со многими однопрофильными музеями в Азербайджане, а также России, Украине, Грузии, Узбекистане. В ряде мест музеем были созданы филиалы, школьные музеи и уголки Нариманова.
Также в музее проводятся тематические мероприятия. В их числе — традиционная ежегодная встреча в день рождения Нариманова Нариманова, 14 апреля. На страницах таких газет, как «Республика», «Азербайджан», «Мядяният» регулярно публикуются статьи сотрудников музея. В 2013 году музей завершал работу по подготовке к печати сборника библиографии исследователей Нариманова.